# Igor Matovič

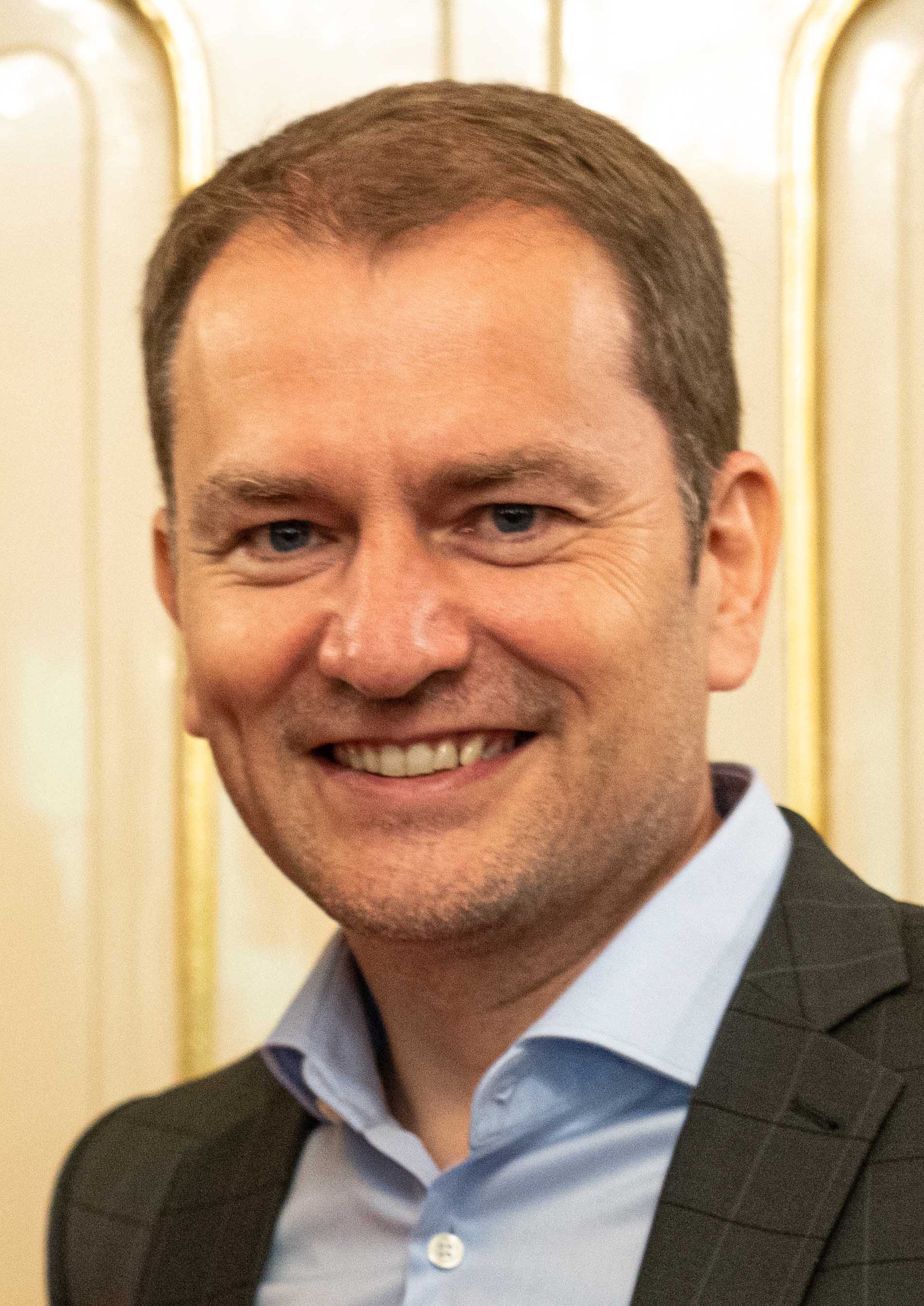
Igor Matovič (2020)

Igor Matovič (* 11. Mai 1973 in Trnava) ist ein slowakischer Politiker. Er war Finanzminister in der Regierung Heger und zwischen dem 21. März 2020 und dem 31. März 2021 Ministerpräsident der Slowakei. Seit Gründung der Partei Obyčajní ľudia a nezávislé osobnosti (Gewöhnliche Leute und unabhängige Persönlichkeiten) ist er deren Vorsitzender.

## Leben
Matovič studierte von 1993 bis 1998 am Fachbereich Management der Comenius-Universität in Bratislava und war ab 1997 Unternehmer. Vor seiner politischen Karriere war er Leiter des 2002 von ihm gegründeten Verlags regionPRESS, den er 2007 seiner Frau Pavlína überschrieb.

## Politische Karriere
Bei der Parlamentswahl 2010 war er der 150. und letzte Kandidat auf der Parteiliste Sloboda a Solidarita (SaS, „Freiheit und Solidarität“), als Mitglied der vierköpfigen Gruppe Obyčajní ľudia. Durch Vorzugsstimmen landete er auf dem vierten Platz und wurde Abgeordneter für die SaS, die zur Koalitionspartei wurde.
Nach einem Votum gegen die Koalition schloss die SaS ihn im Februar 2011 aus. Nach einigen Monaten als Unabhängiger gründete er im November 2011 mit anderen Mitgliedern der Gruppe Obyčajní ľudia die Partei Obyčajní ľudia a nezávislé osobnosti (OĽaNO). Bei der Parlamentswahl 2012 zog sie als drittstärkste Kraft ins Parlament ein; Matovič erhielt die meisten Vorzugsstimmen, nachdem er erneut als Letztplatzierter kandidiert hatte. Bei der Parlamentswahl 2016 gewann die OĽaNO erneut hinzu und wurde mit 11,02 % drittstärkste Kraft. Matovič zog erneut als Abgeordneter in den Nationalrat ein.
Die OĽaNO wurde mit Matovič als Spitzenkandidat bei den Nationalratswahlen am 29. Februar 2020 mit 25,02 % stärkste Kraft und stellt seither 53 von 150 Abgeordneten. Matovič wurde von Staatspräsidentin Zuzana Čaputová mit der Regierungsbildung beauftragt. Er bildete eine Koalition von OĽaNO und den Parteien Sme Rodina – Boris Kollár, Sloboda a Solidarita und Za ľudí. Am 21. März 2020 wurde sein Kabinett vereidigt.

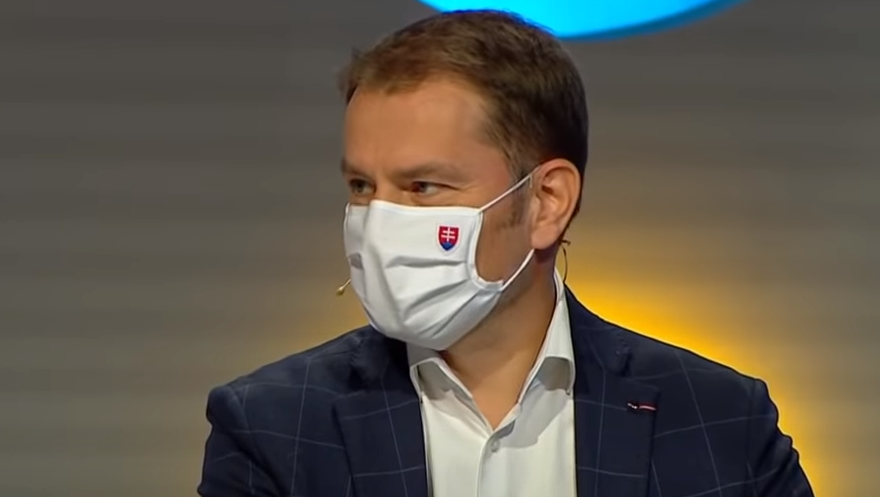
Ministerpräsident Matovič mit Mund-Nasen-Bedeckung aufgrund der COVID-19-Pandemie (Mai 2020)

Im Juli 2020 überstand Matovič ein Misstrauensvotum, nachdem die investigative Zeitung Denník N Plagiatsvorwürfe zu seiner Masterarbeit veröffentlicht hatte. Er hat eingestanden, seine Masterarbeit plagiiert zu haben, entschuldigte sich dafür und versprach, sein Amt niederzulegen, sobald „alle Wahlversprechen erfüllt sind“. Im Vorfeld trafen Plagiats- beziehungsweise Kompilationsvorwürfe den Parlamentspräsidenten Boris Kollár und den Bildungsminister Branislav Gröhling.
Am 23. März 2021 forderte Staatspräsidentin Zuzana Čaputová Matovič öffentlich zum Rücktritt auf. Sie sagte, es sei unausweichlich, dass der Premier mit seinem Rücktritt den Weg für den Umbau der Regierung frei macht. Davor waren vor dem Hintergrund der COVID-19-Pandemie in der Slowakei vier Minister seines Kabinetts zurückgetreten; zwei weitere folgten am 24. März.
Am 28. März kündigte Matovič seinen bedingungslosen Rücktritt an. Er werde mit Finanzminister Eduard Heger die Ämter tauschen. Am 1. April 2021 trat die Regierung Heger ihr Amt an, in der Matovič das Amt des Finanzministers sowie des stellvertretenden Ministerpräsidenten bekleidet.
Einige Tage später reiste Matovič ohne Absprache mit dem Ministerpräsident nach Moskau, um über den russischen COVID-19-Impfstoff Sputnik V zu sprechen. Er beschimpfte die slowakische Arzneimittelbehörde (Skul), die Sputnik V noch nicht zugelassen hat; unter anderem hat der Hersteller auch nach wiederholter Aufforderung 80 Prozent der benötigten Daten nicht geliefert.